# Faiza Darkhani
Faiza Darkhani (1992) è un'ambientalista, educatrice e attivista per i diritti delle donne afghana.
(Faiza Darkhani)
Nel 2021 ha fatto parte della lista delle 100 donne della BBC, che include le donne più influenti del mondo. Darkhani, che è stata direttrice dell'Agenzia nazionale per la protezione dell'ambiente nella provincia di Badakhshan  è una dei pochi studiosi di cambiamenti climatici in Afghanistan.
Ha frequentato l'Università di Badakhshan e l'Università di Putra Malaysia dove si è laureata con un master in architettura del paesaggio.
La sua ricerca si concentra in particolare sulla gestione sostenibile dei paesaggi urbani e sul rapporto tra sicurezza alimentare e agricoltura urbana.